# Julius Heinrich Hisgen
Julius Heinrich “Picky” Hisgen (Utrecht, 31 augustus 1875 – Amsterdam, 5 oktober 1957) was een Nederlands fotograaf.  Bekender werd hij echter als cricketspeler.

## Fotografie
Hisgen was zoon van fotograaf Friedrich Carel Hisgen en Mathilde Elisbeth Ursula König, in 1875 officieel wonende te New York, maar verblijvend aan de Choorstraat in Utrecht. Voor zover na te gaan was Hisgen zelf niet getrouwd. Hij zette een bestaand bedrijf, waarschijnlijk van zijn vader, voort onder dezelfde naam, Firma F. Hisgen. Hij maakte cartes de visite, maar de drie foto's die het Rijksmuseum Amsterdam van hem in de collectie heeft, vallen niet in dit genre. Ze dateren uit de periode 1923 tot 1936.

## Cricket en voetbal
De cricketer was tevens begenadigd voetballer bij RAP, dat in 1914 fuseerde met de Amsterdamsche Cricket en Voetbal vereniging Volharding (AC & VV Volharding). Maar al vanaf 1900 speelde hij, klein van postuur, cricket bij Volharding; hij zou er tot 1927 spelen en was jarenlang aanvoerder van zijn team. Hij kon zowel batten en bowlen als fielden. 
Hij was dermate goed, dat de auteur van zijn in memoriam in De Telegraaf zich een wedstrijd uit 1914 nog kon herinneren. Als een van de beste spelers maakte hij diverse keren deel uit van het nationale cricketteam van de NCB, waarvan een wedstrijd in 1907 tot de verbeelding bleef spreken. In zijn loopbaan maakte Hisgen negen century's, waaronder een van 170. 

## Latere jaren en nagedachtenis
Op gevorderde leeftijd speelde Hisgen graag biljart in het Americain hotel. Zijn laatste levensjaren woonde Hisgen op Beethovenstraat 53 te Amsterdam. Hij overleed op 5 oktober 1957  en werd op eigen verzoek in stilte begraven, de 9e oktober op begraafplaats De Nieuwe Ooster. Het in memoriam van De Telegraaf omschreef hem als de beste Nederlandse all-roundcricketer.
In 1970 vernoemde Amsterdam een voet- en fietspad in Amsterdam-Noord naar hem (J.H. Hisgenpad), in 2018 gevolgd door de J.H. Hisgenbrug. 